# Championnats d'Europe de kayak-polo 2015
Navigation
Édition précédente Édition suivante
Les 11es championnats d'Europe de kayak-polo de 2015 se sont déroulés du 26 au 30 août à Essen, en Allemagne, en 2015.

## Tableau récapitulatif des médailles
| Catégorie      | Médaille d'or | Médaille d'argent | Médaille de bronze |
| -------------- | ------------- | ----------------- | ------------------ |
| Séniors Hommes | Allemagne     | Italie            | France             |
| Séniors Dames  | Allemagne     | France            | Pays-Bas           |
| Espoirs Hommes | France        | Danemark          | Allemagne          |
| Espoirs Dames  | Allemagne     | Pologne           | France             |

## Classements finaux
| Médaille d'or      | Allemagne       |
| Médaille d'argent  | Italie          |
| Médaille de bronze | France          |
| 4.                 | Danemark        |
| 5.                 | Suisse          |
| 6.                 | Pays-Bas        |
| 7.                 | Espagne         |
| 8.                 | Pologne         |
| 9.                 | Grande-Bretagne |
| 10.                | Suède           |
| 11.                | Portugal        |
| 12.                | Belgique        |
| 13.                | Irlande         |
| 14.                | Finlande        |
| 15.                | Hongrie         |
| 16.                | Russie          |
| 17.                | Lituanie        |
| 18.                | Ukraine         |

| Médaille d'or      | Allemagne          |
| Médaille d'argent  | France             |
| Médaille de bronze | Pays-Bas           |
| 4.                 | Suisse             |
| 5.                 | Grande-Bretagne    |
| 6.                 | République Tchèque |
| 7.                 | Italie             |
| 8.                 | Espagne            |
| 9.                 | Russie             |
| 10.                | Danemark           |
| 11.                | Pologne            |
| 12.                | Suède              |

| Médaille d'or      | France          |
| Médaille d'argent  | Danemark        |
| Médaille de bronze | Allemagne       |
| 4.                 | Grande-Bretagne |
| 5.                 | Russie          |
| 6.                 | Pays-Bas        |
| 7.                 | Portugal        |
| 8.                 | Italie          |
| 9.                 | Belgique        |
| 10.                | Suisse          |
| 11.                | Lituanie        |
| 12.                | Pologne         |

| Médaille d'or      | Allemagne       |
| Médaille d'argent  | Pologne         |
| Médaille de bronze | France          |
| 4.                 | Grande-Bretagne |
| 5.                 | Italie          |
| 6.                 | Pays-Bas        |